# Oro nativo
L'oro nativo (simbolo IMA: Au) è un minerale del gruppo del rame composto da oro ma è per lo più misto ad argento e, in minore quantità, rame e a volte anche platino.

## Etimologia e storia
L'oro è uno dei primi minerali utilizzati dalle culture preistoriche. Il nome latino di questo minerale era "aurum" e Jöns Jakob Berzelius usò Au per rappresentare l'elemento quando stabilì l'attuale sistema di simboli chimici. La parola inglese antico "gold" apparve per la prima volta in forma scritta intorno al 725 e potrebbe essere derivata da "gehl" o "jehl", ma potrebbe derivare anche dall'anglosassone "gold", che significa giallo. Il minerale era nota anche agli alchimisti con il nome sol.

## Classificazione
La classica nona edizione della sistematica dei minerali di Strunz, aggiornata dall'Associazione Mineralogica Internazionale (IMA) fino al 2009, elenca l'oro nativo nella classe "1. Elementi nativi" e nella sottoclasse "1.A Metalli e leghe intermetalliche"; questa viene ulteriormente suddivisa, in modo tale da trovare l'oro nativo nella sezione "1.AA Famiglia del rame-cupalite" dove forma il sistema nº 1.AA.05 insieme ad alluminio nativo, argento nativo, nichel nativo, piombo nativo e rame nativo.
Tale classificazione viene mantenuta anche nell'edizione successiva, proseguita dal database "mindat.org" e chiamata Classificazione Strunz-mindat.
Nella Sistematica dei lapis (Lapis-Systematik) di Stefan Weiß l'oro nativo si trova nella classe degli "elementi" e nella sottoclasse dei "metalli e composti intermetallici"; qui forma il sistema nº I/A.01 insieme a rame nativo, argento nativo, auricupride, tetra-auricupride, cuproauride, bogdanovite, hunchunite, anyuiite, novodneprite e yuanjiangite.
Anche la classificazione dei minerali secondo Dana, usata principalmente nel mondo anglosassone, elenca l'oro nativo nella famiglia degli "elementi"; qui è nella classe con lo stesso nome "elementi" e nella sottoclasse degli "elementi metallici diversi dal gruppo del platino" dove forma il sistema nº 01.01.01 insieme ad argento nativo, rame nativo, piombo nativo e alluminio nativo.

## Abito cristallino
L'oro nativo cristallizza nel sistema cubico nel gruppo spaziale Fm3m (gruppo nº 225) con la costante di reticolo a = 4,0786 Å, oltre ad avere 4 unità di formula per cella unitaria.

## Origine e giacitura
L'oro nativo è piuttosto diffuso da un punto di vista dei siti di ritrovamento, ma è rinvenuto in minuscole quantità; si trova in rocce di vario tipo in tutto il mondo e nell'acqua marina, nelle pegmatiti, nei depositi metamorfici di contatto. L'oro nativo è anche comune nei placer, ma anche in vene di origine epitermale, tipicamente nel quarzo con pirite e altri solfuri e con tellururi.
La paragenesi è con altaite, ankerite, arsenopirite, calaverite, calcopirite, krennerite, pirite, pirrotite, quarzo, scheelite, silvanite, tetradimite e tormalina.
Tra i molti luoghi di ritrovamento, si ricordano la miniera di "Farallon Blanco" nel dipartimento di Burruyacú (Argentina); la miniera "Zapata" presso Gran Sabana (Venezuela); diverse contee degli Stati Uniti; la miniera "Harrison" in Columbia Britannica, la miniera di "Nugget Pond" nella regione di Terranova e Labrador e le miniere "McIntyre" e "Pamour nº 1" nell'Ontario (tutte in Canada).
In Africa si ricorda la miniera di "Porgera" nella provincia di Enga (Papua Nuova Guinea).
Altri siti sono: la miniera "Tsarevo-Aleksandrovskii" (oblast' di Čeljabinsk) e il deposito "Berezovsk" (oblast' di Sverdlovsk), entrambi in Russia; la miniera "Chinkuashih" nel distretto di Ruifang (Taiwan); la miniera "Stormont" nella municipalità di Kentish (Tasmania).
In Europa l'oro nativo è stato trovato a Torbay (nel Devon, Inghilterra); nelle contee di Galway e di Mayo (Irlanda); a Mühlbach am Hochkönig (Austria); presso Băița e presso Zlatna (Romania).

## Forma in cui si presenta in natura
L'oro nativo si presenta con formazioni cubiche, ottaedriche o dodecaedriche tipicamente grezze o arrotondate, con dimensioni fino a circa 5 cm. Si possono avere anche gruppi cristallini reticolati, dendritici, arborescenti, piatti, filiformi, spugnosi, ma anche massivi, oltre a essere stato trovato anche in pepite arrotondate.
L'oro nativo è opaco con lucentezza metallica; il colore è tipicamente giallo intenso, che sfuma al giallo biancastro con argentatura crescente; se in foglie molto sottili, il colore diventa blu - verde alla luce trasmessa. Il colore del suo striscio è giallo brillante.

## Utilizzi
L'oro ha numerose applicazioni: oltre al noto (sin dall'antichità) utilizzo in gioielleria, trova applicazioni anche in medicina e in elettronica, solo per citarne alcune.